# 软紫草
软紫草（学名：Arnebia euchroma）为紫草科假紫草属的植物。分布在印度、阿富汗、克什米尔、巴基斯坦、尼泊尔、伊朗、俄罗斯以及中国大陆的西藏、新疆等地，生长于海拔2,500米至4,200米的地区，多生在草地、砾石山坡、洪积扇和草甸，目前尚未由人工引种栽培。

## 别名
新疆紫草（中药鉴别手册）

## 异名
- Macrotomia euchroma (Royle) Pauls.

## 外部連結
- 紫草 Zicao （页面存档备份，存于） 中藥材圖像數據庫 (香港浸會大學中醫藥學院)
- 新疆紫草 Xin Jiang Zi Cao （页面存档备份，存于） 中藥標本數據庫 (香港浸會大學中醫藥學院) （繁體中文）（英文）